# Chaim Weizmann
Chaim Weizmann (en hebreu: חיים ויצמן) (nascut el 27 de novembre de 1874 - mort el 9 de novembre de 1952) va ser un líder sionista, President de l'Organització Sionista Mundial, i el primer President d'Israel. Weizmann era també un químic que va desenvolupar un procés de producció de l'acetona mitjançant la fermentació bacteriana.